# Pilophorus setiger
Pilophorus setiger är en insektsart som beskrevs av Knight 1941. Pilophorus setiger ingår i släktet Pilophorus och familjen ängsskinnbaggar. Inga underarter finns listade i Catalogue of Life.